# Rivius-Gymnasium
Das Rivius-Gymnasium der Stadt Attendorn ist ein Gymnasium, das in der Tradition einer humanistischen Schule des 16. Jahrhunderts und eines von Franziskanern getragenen Gymnasiums Marianum Seraphicum im 17./18. Jahrhundert steht. Nach der Aufhebung der Schule Anfang des 19. Jahrhunderts wurde sie 1825 als städtisches Progymnasium neu errichtet. Dies entwickelte sich bis 1875 zu einem Vollgymnasium. Benannt ist die Schule nach dem humanistischen Pädagogen Johannes Rivius.

## Geschichte

### Frühe Neuzeit
Vorläufer der Schule war eine humanistisch geprägte Schule, die um 1515 gegründet wurde. Der Pfarrer Tilman Mülle führte die bestehende Lateinschule mit humanistischen Methoden und Inhalten fort. Dazu gehörten die Behandlung griechischer Klassiker und sogar Turnübungen. Einer seiner Schüler war der humanistische Pädagoge Johannes Rivius. In der Bibliothek des Attendorner Gymnasiums befindet sich ein von Rivius und anderen Humanisten kommentierter Sallusttext, der 1561 in Köln gedruckt worden ist. Mülle war insbesondere wegen der Verwendung heidnischer Schriftsteller im Unterricht Kritik ausgesetzt und musste seine Position räumen. In der Folge ließ die Bedeutung der Schule nach, blieb aber wahrscheinlich bis zum Beginn des Dreißigjährigen Krieges bestehen.
Nachdem 1636 die Franziskaner das Recht zur Niederlassung in Attendorn erhalten hatten, führten sie die Tradition der Schule als franziskanisches Gymnasium „Marianum Seraphicum“ fort. Einen Aufschwung erlebte die Schule seit 1678. Nachdem 1742 Gymnasium und Kloster durch einen Stadtbrand völlig zerstört wurden, ließ Christian von Fürstenberg beides neu errichten. Erneut durch Brand zerstört wurden Schule und Kloster 1783. Dabei ging auch das Archiv verloren. Unterrichtet wurden Religion, Latein, Griechisch und neuere Sprachen sowie Naturwissenschaften. Mathematik, Deutsch und Geschichte spielten nur eine untergeordnete Rolle. Die Schülerzahl dürfte bei 50 bis 60 gelegen haben. In einem geräumigen Raum, dem „Aktionssaal“, wurden regelmäßig dramatische Stücke mit religiösen Inhalten nach Art des Jesuitendramas aufgeführt. Nach dem Brand von 1783 erlebte das Gymnasium einen Niedergang und wurde nach der Übernahme des Herzogtums Westfalen von der neuen hessisch-darmstädtischen Regierung aufgehoben.

### 19. Jahrhundert
Nach dem Übergang der Region an Preußen wurde 1825 ein Progymnasium in kommunaler Trägerschaft gegründet. In den Jahren 1862 und 1874 wurde das Progymnasium um weitere Klassen erweitert und so zu einem Vollgymnasium ausgebaut. Die Schule hatte ein erhebliches Einzugsgebiet um Attendorn herum. Im Jahr 1874 besuchten 75 Schüler die Schule, 1884 waren es 156 und 1894 225. Die ehemalige Klosterkirche wurde als Schulkapelle genutzt.
Im Jahr 1887 wurde dem Gymnasium ein Konvikt als Internat angegliedert. Für die „Collegium Bernadinum“ nach dem Dechanten Bernhard Pielstiecker genannte Einrichtung wurde 1907 ein eigenes Gebäude am Nordwall errichtet. Die Schule selbst wurde 1908 neu gebaut. Der Bau wird heute noch von der Schule genutzt.

### 20./21. Jahrhundert

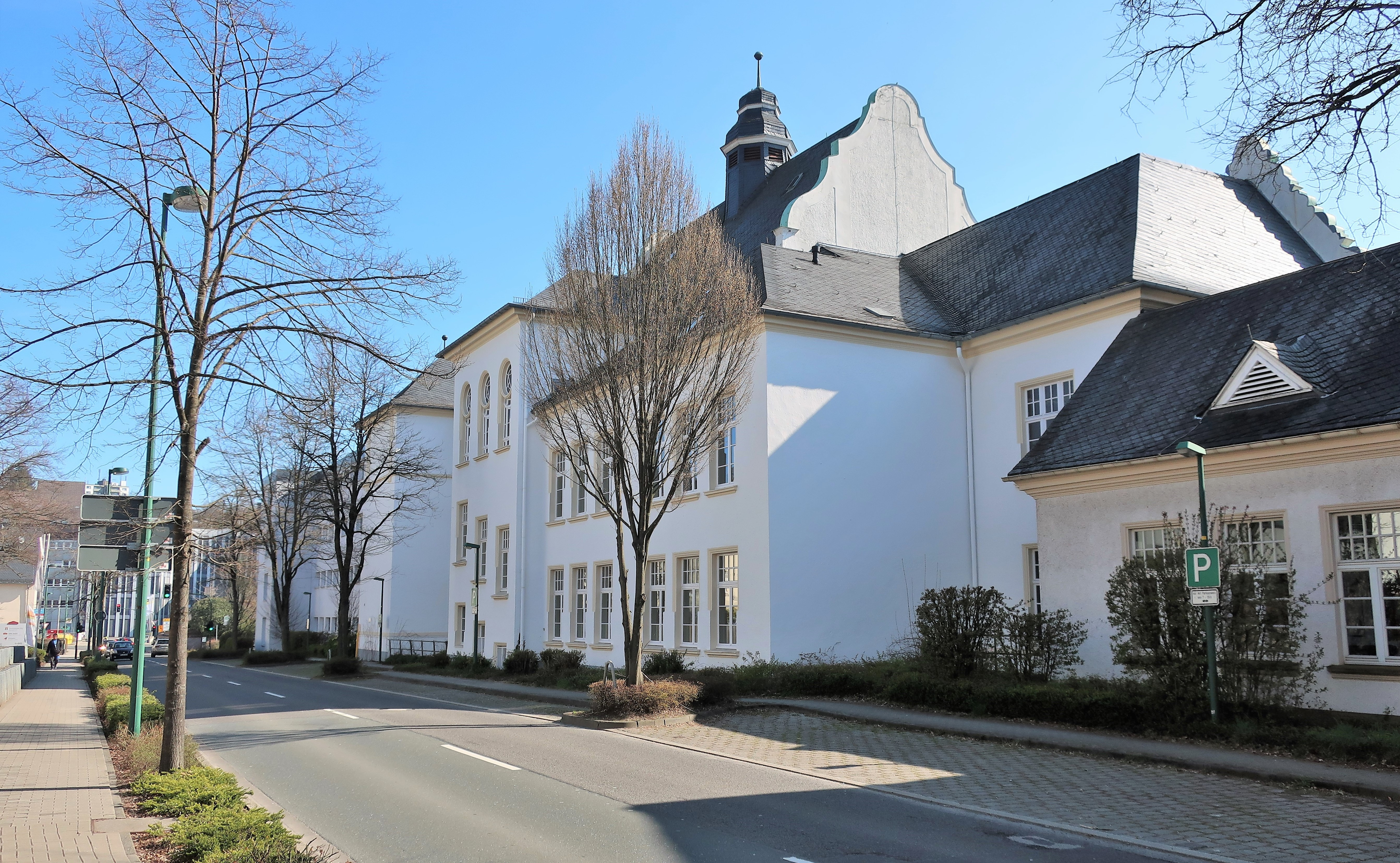
Westseite des Gymnasiums

Die Schule versuchte zwar während der Zeit des Nationalsozialismus sich gewisse Freiräume zu bewahren – so hingen noch 1937 nicht in allen Klassen Führerbilder – aufs Ganze gesehen konnte es sich nicht der Gleichschaltung und NS-Schulpolitik entziehen. Wie alle anderen höheren Schulen wurde auch das Attendorner Gymnasium 1937 trotz Protesten in eine Oberschule umgewandelt.
Nach dem Krieg hatte die Schule 1946 14 Klassen mit fast 600 Schüler. Ein nicht unbeträchtlicher Teil von 30 % kam aus Familien von Arbeitern, Angestellten und Unterbeamten, 50 % stammten aus dem Mittelstand wie Kaufleuten, mittleren Beamten oder Landwirten, 20 % stammten aus Familien von Gutsbesitzern, Akademikern oder höheren Beamten. Im Schuljahr 1949/50 waren 112 Schüler Einheimische, 100 lebten im Schulinternat, 25 im Kloster und 268 waren Fahrschüler.
Die Schule trug die Bezeichnung „Städtisches humanistisches Gymnasium in der Entwicklung mit neusprachlichem Zweig.“ In den folgenden Jahrzehnten nahm die Bedeutung der alten Sprachen immer mehr ab und die Schule wurde in ein neusprachliches Gymnasium umgewandelt. Im Zuge der Aufstockung auf 18 Klassen wurde 1968 ein Erweiterungsbau errichtet. Kurze Zeit später wurde ein mathematisch-naturwissenschaftlicher Zweig eingerichtet. Seit 1973 kooperierte die Schule mit dem St. Ursulagymnasium für Mädchen. Im Zuge des Schuljubiläums 1975 wurde das Gymnasium in Rivius-Gymnasium der Stadt Attendorn benannt. In der Gegenwart hat die Schule über 520 Schüler bei 46 Lehrern.

## Bekannte Schüler
- Heinrich von Heuel (1648–1722), kaiserlicher Hofrat
- Johann Joseph Freidhoff (1768–1818), Zeichner, Kupferstecher und Schabkünstler
- Heinrich Bone (1813–1893), Gymnasiallehrer
- Eduard Goebel (1831–1904), Philologe und Mitglied des preußischen Abgeordnetenhauses (Zentrum)
- Willibrord Benzler (1853–1921), katholischer Bischof
- Joseph Hengesbach (1860–1940), katholischer Publizist
- Heinrich Contze (1870–1911), Mitglied des Deutschen Reichstags (NLP)
- Maurus Kaufmann (1871–1949), Abt der Dormitio-Abtei auf dem Zionsberg in Jerusalem
- Alfred Fissmer (1878–1966), Oberbürgermeister der Stadt Siegen
- Albert Boerger (1881–1957), Agrarwissenschaftler
- Albert Kleffmann (1882–1965), Philosoph, Ingenieur, Redakteur, Heimatkundler und Mundartdichter
- Wilhelm Arnoldi (1884–1965), Ministerialdirektor
- Carl Schmitt (1888–1985), Staatsrechtler und Philosoph
- Kilian Kirchhoff (1892–1944), katholischer Priester und NS-Opfer
- Hubert Tigges (1895–1971), Reiseveranstalter
- Kurt Großkurth (1909–1975), Schauspieler und Sänger
- Gabriel Stern (1913–1983), jüdischer Schriftsteller und Journalist
- Carl Josef Hoffmann (1925–2017), Bildhauer
- Otto Pöggeler (1928–2014), Philosoph
- Erich Feldmann (1929–1998), Priester, Kirchenhistoriker und Augustinus-Forscher
- Alfred Schnüttgen (1930–1990), Missionar und Entwicklungshelfer
- Paul Josef Cordes (1934–2024), römisch-katholischer Kurienkardinal
- Gerhard Vigener (* 1946), Rechtswissenschaftler und ehemaliger Minister für Justiz, Arbeit, Gesundheit und Soziales des Saarlandes
- Dietmar Heß (* 1955), ehemaliger Bürgermeister der Gemeinde Finnentrop
- Rolf Bauerdick (1957–2018), Fotograf und Autor
- Rüdiger Höffer (* 1961), Hochschullehrer für Bauingenieurwesen
- Alfons Kaiser (* 1965), Journalist
- Jochen Ritter (* 1966), CDU-Landtagsabgeordneter
- Maren Schentuleit (* 1974), Ägyptologin